# 371. Infanterie-Division (Wehrmacht)
Die 371. Infanterie-Division (371. ID) war ein Großverband des Heeres der deutschen Wehrmacht im Zweiten Weltkrieg.

## Geschichte

### Aufstellung
Die so genannte Ähren-Division wurde als Division der 19. Aufstellungswelle am 17. Februar 1942 auf dem Truppenübungsplatz Beverloo in Belgien durch das Armeeoberkommando 15 (AOK 15) aufgestellt und dem Wehrkreiskommando VI mit Sitz in Münster zugeteilt. Die Aufstellung und Ausbildung war am 1. Juni 1942 abgeschlossen.

### Verlegung an die Ostfront
Anschließend wurde die Division nach Südrussland an den Donez verlegt und nahm an der deutschen Sommeroffensive in Richtung Stalingrad teil. 

### Stalingrad
Die Division wurde im Dezember 1942 der 6. Armee (IV. Armee-Korps) unterstellt (vorher 2. Panzerarmee) und als Teil dieser im Kessel von Stalingrad eingeschlossen.

### Vernichtung
Die Division wurde im Januar 1943 in Stalingrad vernichtet.

### Wiederaufstellung
Die Division wurde auf Befehl vom 17. Februar 1943 des Armeeoberkommandos 7 (AOK 7) in der Bretagne aus Genesenen und Ersatztruppen wieder aufgestellt, zunächst in Kampfgruppenstärke am 1. März 1943, dann wieder in voller Divisionsstärke am 9. Juni 1943.

### Verlegung nach Italien
Die Division wurde dann zunächst in Italien mit Küstenschutzaufgaben betraut.

### Verlegung an die Ostfront
Im Dezember 1943 wieder nach Osten, über Kroatien verlegte der Verband in die Nordukraine. Es folgten Kämpfe in Polen und Oberschlesien.

### Kapitulation
Die Division geriet zum Kriegsende bei Iglau – Deutsch-Brod/Mähren, dem heutigen Havlíčkův Brod, in sowjetische Gefangenschaft.

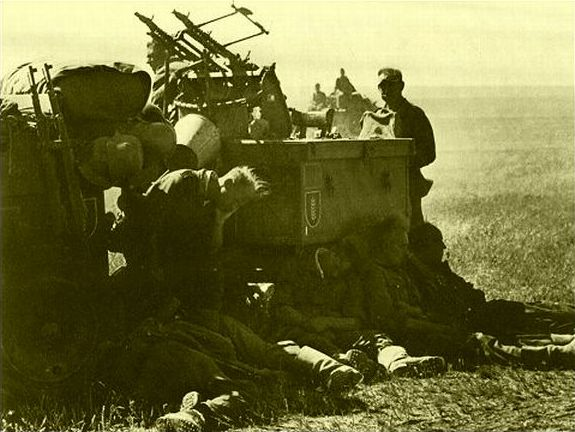
Völlig erschöpft und übernächtigt schlafen einige Männer der 371. Infanterie-Division im Schatten ihres MG-Wagens 36 mit 7,92-Zwillings-Fliegerabwehr MG 34 in der Steppe vor dem Don.

## Kommandeure
- Generalleutnant Richard Stempel – 1. April 1942 bis 1. April 1943
- Generalleutnant Hermann Niehoff – 1. April 1943 bis 10. Juni 1944
- Generalmajor Hans-Joachim Baurmeister – 10. Juni bis 10. Juli 1944
- Generalleutnant Hermann Niehoff – 10. Juli 1944 bis 2. März 1945
- Generalmajor Rolf Scherenberg – 2. März 1945 bis zur Kapitulation

## Gliederung
- Infanterie-Regiment 669 (ab 15. Oktober 1942 Grenadier-Regiment 669)
- Infanterie-Regiment 670 (ab 15. Oktober 1942 Grenadier-Regiment 670)
- Infanterie-Regiment 671 (ab 15. Oktober 1942 Grenadier-Regiment 671)
- Div.-Füs.-Btl. 371 (ab 5. November 1943)
- Artillerie-Regiment 371
- Pionier-Bataillon 371
- Infanterie-Divisions-Nachrichten-Abteilung 371
- Infanterie-Divisions-Nachschubtrupp 371
- Div.-Versorg.-Reg. 371 (ab 1. Januar 1945)
- Panzerjäger-Abteilung 371
- Feldersatz-Bataillon 371 (ab 1. April 1942)
- Aufklärungs-Abteilung 371 (bis 5. November 1943)
- Kraftwagen-Werkstatt-Kompanie 371
- Verpflegungs-Amt 371
- Bäcker-Kompanie 371
- Veterinär-Kompanie 371 (aufgelöst 11. Januar 1943)
- Sanitätsdienste 371
- Kranken-Kraftwagen-Zug 371
- Feldgendarmerietrupp 371
- Verwaltungsdienste 371[1]